# 紀深江
紀 深江（き の ふかえ）は、平安時代初期の貴族。尾張守・紀田上の子。官位は従四位上・伊予守。

## 経歴
右京出身。若くから大学に入学して、史書をほぼ修学した。文章生から大学少允に任ぜられ、主税助・式部少丞を歴任し、この間の弘仁8年（817年）には蔵人に補せられている。嵯峨朝末の弘仁13年（822年）正六位下から二階昇進して従五位下に叙爵した。
淳和朝では左兵衛権佐・同佐・左近衛少将と武官を務め、この間の天長5年（828年）従五位上、天長10年（833年）正五位下に叙せられている。
仁明朝に入っても同年11月正五位上、翌承和元年（834年）従四位下・兵部大輔に叙任されるなど順調に昇進する。のち、伊予守として地方官に転じる。承和7年（840年）国司の任期が満了して帰京すると統治を評価されて従四位上に昇叙されるが、後任への交替手続が完了しないまま同年10月5日卒去。享年51。最終官位は伊予守従四位上。

## 人物
心が広く温和な性格で物事に動じることがなく、常に百姓を安んじることに努め、人々に循吏（規則に忠実で仕事に熱心な役人）と称されたという。

## 官歴
『六国史』による。
- 時期不詳：文章生。大学少允。主税助。式部少丞
- 時期不詳：正六位下
- 弘仁8年（817年） 正月：蔵人?[2]
- 弘仁13年（822年） 正月7日：従五位下（越階）
- 時期不詳：左兵衛権佐。左兵衛佐。左近衛少将。兼備中守
- 天長5年（828年） 正月7日：従五位上
- 天長10年（833年） 正月7日：正五位下。11月18日：正五位上
- 承和元年（834年） 正月7日：従四位下。11月19日：兵部大輔
- 時期不詳：伊予守。従四位上
- 承和7年（840年） 10月5日：卒去（伊予守従四位上）